# 宣傳易
《宣傳易》（英語：TV Easy）是專為香港中小企業而設的電視分類廣告節目，凌速傳播製作，於1996年8月6日在電視廣播有限公司翡翠台首播。類似節目有亞洲電視的《宣傳快線》（已停播）及ViuTV的《敢創意宣傳》（已停播）。
《宣傳易》目前只於翡翠台非黃金時段（凌晨、上午、中午及下午）播出。2016年2月22日之前，在部分節日（如2012年1月23日大年初一），高清翡翠台於上午時段與翡翠台同步廣播時，若翡翠台播出《宣傳易》，高清翡翠台亦會同步播出。在高清翡翠台轉型為J5後，本節目不會於該頻道播映，同時亦有播出《宣傳易》的部分廣告。
值得注意的是，《宣傳易》所播的廣告宣傳對象一般是香港的小眾或專業機構，也有不少僅對內地人宣傳移民香港以及母公司凌速有限公司旗下業務的廣告；另外《宣傳易》亦分為凌晨及早上版本，部分廣告只於其中一個版本播出，另一版本則沒有播出。其片頭和片尾只換過兩次，從1999年起，主題音樂為日本作曲家松岡直也的《Cosmos Avenue》。

## 播映時間
- 星期一：00:30-00:35、01:00-01:10、11:35-11:40、12:50-13:00、14:35-14:45
- 星期二至五：00:55-01:00、01:30-01:35、11:35-11:40、12:50-13:00、14:35-14:45
- 星期六：00:55-01:00、01:30-01:35、11:50-12:00
- 星期日：01:00-01:05、01:30-01:35、11:55-12:00

除以上播映時間外，翡翠台凌晨時段的節目播映期間也會播映《宣傳易》的部分或全部廣告。

## 外部連結
- 電視廣播有限公司（页面存档备份，存于）
- 宣傳易（页面存档备份，存于）
- 宣傳易廣告客戶- 香港加盟 （页面存档备份，存于）
- 宣傳易廣告客戶- 香港創業